# Estación Carupá
Carupá es una estación ferroviaria ubicada en la ciudad de San Fernando, cabecera del partido homónimo, Provincia de Buenos Aires, Argentina.

## Servicios
Es una estación intermedia del servicio eléctrico metropolitano de la Línea Mitre que se presta entre las estaciones Retiro y Tigre.
El extremo norte de la estación se encuentra a menos de 50 metros del paso bajo nivel de la Ruta Provincial 24 (Anteriormente Ruta Nacional 197)